# Fábio Aurélio
Fábio Aurélio Rodrigues est un footballeur brésilien né le 24 septembre 1979 à Sao Carlos (Brésil). Il évoluait au poste de défenseur ou de milieu gauche.

## Biographie
En fin de contrat à Liverpool en juin 2010, le brésilien quitte le club. Invité à s'entrainer avec ses anciens partenaires par le nouveau coach de Liverpool, Roy Hodgson, il s'est finalement vu proposer un nouveau contrat de deux ans. L'ancien joueur du Valence CF était arrivé chez les Reds en 2006. En mai 2012 il rejoint le Gremio Porto Alegre

## Palmarès
- Vainqueur de la Supercoupe de l'UEFA en 2004 avec le Valence CF
- Vainqueur de la Coupe UEFA en 2004 avec le Valence CF
- Vainqueur du Championnat d'Espagne en 2002 et 2004 avec le Valence CF
- Vainqueur du Community Shield en 2006 avec Liverpool
- Vainqueur du Championnat de São Paulo en 1998 et 2000 avec le São Paulo FC